# William O. Darby

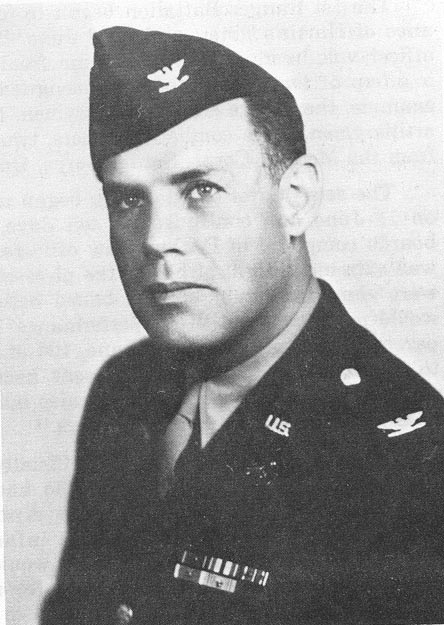
William O. Darby

William Orlando Darby (* 9. Februar 1911 in Fort Smith; † 30. April 1945 bei Torbole, Italien) war ein US-amerikanischer Offizier der U.S. Army während des Zweiten Weltkrieges. Er führte die Darby’s Rangers, aus denen sich später die U.S. Army Rangers entwickelten.

## Leben
Darby wurde in Fort Smith, Arkansas am 9. Februar 1911 geboren. Er machte seinen Abschluss an der US Military Academy in West Point im Jahr 1933. Im Jahr 1940 wurde er in den Rang eines Captain befördert. In den ersten Kriegsjahren diente er in Stabspositionen, wurde aber 1942 von seinem vorgesetzten Offizier, Major General Russell P. Hartle, angewiesen, eine neue Spezialeinheit nach dem Muster der britischen Commandos aufzustellen.
Darbys neue Einheit trug den Titel „Rangers“ und erhielt später den Spitznamen „Darby’s Rangers“. Nachdem er zum Colonel befördert worden war, führte er seine neue Einheit im Kampf in Nordafrika, in Sizilien (Operation Husky) und in Anzio (Operation Shingle) an. Darby kehrte nach der Niederlage und Auflösung des 1. und 3. Bataillons bei Cisterna di Latina, Latium, in die USA zurück.
Am 30. April 1945 wurde Darby durch eine 88-mm-Artilleriegranate bei Torbole am Gardasee getötet. Zu dieser Zeit gehörte er der 10. US-Gebirgsdivision an. Er wurde posthum zum Brigadier General befördert und auf dem Fort Smith National Cemetery beigesetzt.
Nach Darby war von 1946 bis 1995 die William O. Darby Kaserne in Fürth benannt. Hier waren unter anderem der stellvertretende Kommandeur der 1. US-Panzerdivision sowie Chef der Nuernberg Military Community und zahlreiche Versorgungseinheiten dieser Division stationiert. Das Areal wurde nach dem Abzug der U.S. Army 1995 konvertiert, die alten Kasernengebäude saniert und dienen heute als Wohngebiete Steubenkarree und Kalb-Siedlung sowie als Parkanlage Südstadtpark. In Torbole, am Nordufer des Gardasees, wurde 1995 neben dem Eingang der Kirche Santa Maria sein Gedenkstein enthüllt, gestiftet von der Foundation Fort Smith. Außerdem erhielt 1946 das Truppentransportschiff USS Admiral W. S. Sims (AP-127) den neuen Namen USAT General William O. Darby (1950 umbenannt in USNS General William O. Darby). Es war zwischen 1956 und 1965 auf der Linie New York City/Bremerhaven eingesetzt.

## Auszeichnungen (Auswahl)
- Silver Star (1943)[1]
- Distinguished Service Cross (1943)[1]
- Army Distinguished Service Medal (1943)[1]
- Purple Heart[1]
- Kutusoworden III. Klasse[1]